# Lạc Huệ Ninh
Lạc Huệ Ninh (tiếng Trung: 骆惠宁; sinh tháng 10 năm 1954) là tiến sĩ kinh tế học, chính khách nước Cộng hòa Nhân dân Trung Hoa. Ông hiện là Ủy viên Ủy ban Trung ương Đảng Cộng sản Trung Quốc khóa XIX, Bí thư Ủy ban Công tác Đặc khu hành chính Hồng Kông. Ông từng là Bí thư Tỉnh ủy tỉnh Sơn Tây kiêm Chủ nhiệm Ủy ban Thường vụ Đại hội đại biểu nhân dân tỉnh Sơn Tây, Bí thư Tỉnh ủy tỉnh Thanh Hải kiêm Chủ nhiệm Ủy ban Thường vụ Đại hội đại biểu nhân dân tỉnh Thanh Hải và Tỉnh trưởng Chính phủ Nhân dân tỉnh Thanh Hải.

## Tiểu sử

### Thân thế
Lạc Huệ Ninh là người Hán sinh tháng 10 năm 1954 tại huyện Đang Đồ, tỉnh An Huy, người Nghĩa Ô, tỉnh Chiết Giang.

### Giáo dục
Tháng 10 năm 1978, sau khi khôi phục chế độ Cao Khảo cho đến tháng 8 năm 1982, Lạc Huệ Ninh theo học chuyên ngành kinh tế chính trị khoa kinh tế tại Đại học An Huy.
Tháng 9 năm 1988 đến tháng 9 năm 1989, ông nâng cao khoa ngoại ngữ tại Đại học An Huy.
Tháng 9 năm 1991 đến tháng 6 năm 1992, ông theo học lớp nâng cao tại Trường Đảng Tỉnh ủy An Huy.
Tháng 9 năm 1999 đến tháng 1 năm 2002, Lạc Huệ Ninh theo học nghiên cứu sinh tại chức chuyên ngành khoa học quản lý và kỹ thuật, Học viện Thương mại thuộc Đại học Khoa học Kỹ thuật Trung Quốc và được trao học vị thạc sĩ quản lý.
Tháng 9 năm 2000 đến tháng 7 năm 2003, ông theo học nghiên cứu sinh tại chức chuyên ngành kinh tế chính trị, Học viện Kinh tế thuộc Đại học Nhân dân Trung Quốc và được trao học vị tiến sĩ kinh tế học.

### Sự nghiệp
Tháng 9 năm 1970, ở tuổi 16, Lạc Huệ Ninh tham gia công tác là thanh niên trí thức của công xã Từ Hồ, ngoại ô thành phố Mã An Sơn, tỉnh An Huy. Tháng 10 năm 1971, Lạc Huệ Ninh về làm công nhân nhà máy luyện thép số 2, Công ty sắt thép Mã An Sơn tỉnh An Huy. Tháng 11 năm 1972, ông chuyển sang làm cán sự Đoàn Thanh niên Cộng sản nhà máy luyện thép số 2, Công ty sắt thép Mã An Sơn. Tháng 3 năm 1982, Lạc Huệ Ninh gia nhập Đảng Cộng sản Trung Quốc.
Tháng 8 năm 1982, sau khi tốt nghiệp, Lạc Huệ Ninh được phân phối về làm thư ký Văn phòng Chính phủ nhân dân tỉnh An Huy. Tháng 5 năm 1985, ông được điều về công tại Ủy ban Kinh tế thương mại đối ngoại tỉnh An Huy và từng đảm nhiệm Phó phòng Dẫn tiến, Phó phòng Xuất nhập khẩu công nghệ rồi Trưởng phòng Xuất nhập khẩu công nghệ. Tháng 3 năm 1993, ông được bổ nhiệm làm Phó Chủ nhiệm Ủy ban Kinh tế thương mại đối ngoại tỉnh An Huy, Phó Bí thư Ban Cán sự Đảng Sở Kinh tế thương mại đối ngoại tỉnh, Phó Giám đốc Sở Kinh tế thương mại đối ngoại tỉnh An Huy.
Tháng 4 năm 1995, ông được luân chuyển làm Phó Tổng Thư ký Chính phủ nhân dân tỉnh An Huy kiêm Chủ nhiệm Văn phòng Chính phủ nhân dân tỉnh An Huy. Tháng 1 năm 1997, ông được bổ nhiệm giữ chức Tổng Thư ký Chính phủ nhân dân tỉnh An Huy.
Tháng 2 năm 1998, ông được bổ nhiệm làm Bí thư Địa ủy địa khu Sào Hồ nay thuộc huyện cấp thị Sào Hồ, tỉnh An Huy. Tháng 10 năm 1999, Lạc Huệ Ninh được bổ nhiệm giữ chức Trưởng Ban Tuyên truyền Tỉnh ủy An Huy. Tháng 12 năm 1999, ông được bầu làm Ủy viên Ban Thường vụ Tỉnh ủy An Huy kiêm Trưởng Ban Tuyên truyền Tỉnh ủy An Huy.
Tháng 4 năm 2003, ở tuổi 49, Lạc Huệ Ninh được luân chuyển làm Phó Bí thư Tỉnh ủy Thanh Hải. Tháng 12 năm 2004, ông kiêm nhiệm chức vụ Hiệu trưởng Trường Đảng Tỉnh ủy Thanh Hải. Ngày 21 tháng 10 năm 2007, tại phiên bế mạc của Đại hội Đảng Cộng sản Trung Quốc lần thứ 17, ông được bầu làm Ủy viên dự khuyết Ủy ban Trung ương Đảng Cộng sản Trung Quốc khóa XVII. Tháng 12 năm 2009, ông được bổ nhiệm làm Bí thư Ban Cán sự Đảng Chính phủ nhân dân tỉnh Thanh Hải. Tháng 1 năm 2010, ông được bổ nhiệm giữ chức Tỉnh trưởng Chính phủ Nhân dân tỉnh Thanh Hải thay cho bà Tống Tú Nham.
Ngày 14 tháng 11 năm 2012, tại Đại hội Đảng Cộng sản Trung Quốc lần thứ 18, ông được bầu làm Ủy viên chính thức Ủy ban Trung ương Đảng Cộng sản Trung Quốc khóa XVIII. Ngày 19 tháng 3 năm 2013, Lạc Huệ Ninh được bổ nhiệm làm Bí thư Tỉnh ủy Thanh Hải. Ngày 28 tháng 4 năm 2013, ông được bầu kiêm nhiệm chức vụ Chủ nhiệm Ủy ban Thường vụ Đại hội đại biểu nhân dân tỉnh Thanh Hải. Ngày 29 tháng 6 năm 2016, Lạc Huệ Ninh được Ủy ban Trung ương Đảng Cộng sản Trung Quốc quyết định miễn nhiệm chức vụ Bí thư Tỉnh ủy Thanh Hải.
Ngày 30 tháng 6 năm 2016, Lạc Huệ Ninh được bổ nhiệm làm Bí thư Tỉnh ủy Sơn Tây kế nhiệm ông Vương Nho Lâm. Tháng 1 năm 2017, ông được bầu kiêm nhiệm chức vụ Chủ nhiệm Ủy ban Thường vụ Đại hội đại biểu nhân dân tỉnh Sơn Tây.
Ngày 24 tháng 10 năm 2017, tại phiên bế mạc của Đại hội Đảng Cộng sản Trung Quốc lần thứ XIX, ông được bầu lại là Ủy viên Ủy ban Trung ương Đảng Cộng sản Trung Quốc khóa XIX. Ngày 30 tháng 1 năm 2018, tại hội nghị lần thứ nhất của Đại hội đại biểu nhân dân khóa XIII tỉnh Sơn Tây, ông được bầu tái đắc cử chức vụ Chủ nhiệm Ủy ban Thường vụ Đại hội đại biểu nhân dân tỉnh Sơn Tây.